# Eustahije Brzić
Eustahije Brzić (eng. The Blue Racer) serija je od 17 epizoda crtanih filmova proizvedenih od 1972. do 1974. autora Friza Frelenga i Davida H. DePatiea. Prvi crtani film, Snake in the Gracias, u kinima je prikazan 24. siječnja 1971.
U Hrvatskoj se emtirao na tadašnjoj Televiziji Zagreb, današnja HTV, a glas glavnog lika bio je Zvonimir Ferenčić.

## Proizvodnja
Redatelji epizoda su: Art Davis, Gerry Chiniquy, Sid Marcus, Robert McKimson, David Deneen, Bob Balser, Cullen Houghtaling, a producenti David H. DePatie i Friz Freleng. Sve su animirane u studiju DePatie-Freleng, osim dvije: Aches and Snakes u australskom studiju Filmgraphics i Little Boa Peep u španjolskom Pegbar Productions.

## Radnja
Plava zmija koja se brzo kreće (Eustahije Brzić) bezuspješno pokušava uhvatiti japansku bubu, nositelja crnog pojasa u karateu. Oba lika nastala su iz crtanog filmaToro i Pončo u "Hop and Chop" (japanska buba) i "Snake in the Gracias" (Eustahije Brzić). Proizvedeno je 17 epizoda.

## Filmografija
Sve crtane filmove napisao je John W. Dunn .
| Ep. | Naziv                        | Redatelj       | Izdano             |
| --- | ---------------------------- | -------------- | ------------------ |
| 1.  | "Hiss and Hers"              | Gerry Chiniquy | 3. srpnja 1972.    |
| 2.  | "Support Your Local Serpent" | Art Davis      | 9. srpnja 1972.    |
| 3.  | "Nippon Tuck"                | Gerry Chiniquy | 16. srpnja 1972.   |
| 4.  | "Punch and Judo"             | Art Davis      | 23. srpnja 1972.   |
| 5.  | "Love and Hisses"            | Gerry Chiniquy | 3. kolovoza 1972.  |
| 6.  | "Camera Bug"                 | Art Davis      | 6. kolovoza 1972.  |
| 7.  | "Yokohama Mama "             | Gerry Chiniquy | 24. prosinca 1972. |
| 8.  | "Blue Racer Blues"           | Art Davis      | 31. prosinca 1972. |
| 9.  | "The Boa Friend"             | Gerry Chiniquy | 11. veljače 1973.  |
| 10. | "Wham and Eggs"              | Art Davis      | 18 veljače 1973.   |
| 11. | "Killarney Blarney"          | Gerry Chiniquy | 16. svibnja 1973.  |
| 12. | "Blue Aces Wild"             | Gerry Chiniquy | 16. svibnja 1973.  |
| 13. | "Fowl Play"                  | Bob McKimson   | 1. lipnja 1973.    |
| 14. | "Freeze a Jolly Good Fellow" | Sid Marcus     | 1. lipnja 1973.    |
| 15. | "Snake Preview"              | Cullen Blaine  | 10. kolovoza 1973. |
| 16. | "Aches and Snakes"           | David Deneen   | 10. kolovoza 1973. |
| 17. | "Little Boa Peep"            | Bob Balser     | 16. siječnja 1974. |